# Tredje åldern (åldrande)
Den tredje åldern är en term inom gerontologin och står för den näst sista perioden i en människas liv. 
Fasen inleds för många med att yrkesverksamheten upphör, och kan fortgå under längre eller kortare tid vid god hälsa, innan man når den fjärde åldern som präglas av högre grad av sjuklighet samt nedsatt fysisk och psykisk förmåga. 